# Арайкасы
Арайкасы́ (чув. Арайкасси) — деревня в Красночетайском районе Чувашской Республики.  Входит в состав Штанашского сельского поселения.

## География
Находится в северо-западной части Чувашии на расстоянии приблизительно 21 км на восток от районного центра села Красные Четаи на левобережье речки Выла.

## История
Упоминается с XVII века. В 1795 году учтено 26 дворов и 138 жителей, в 1868 – 33 двора, 169 человек, в 1897 – 77 дворов и 355 жителей, в 1926 – 144 двора и 574 жителя, в 1939 – 535 жителей, в 1979 – 226. В 2002 году было 52 двора, в 2010 – 36 домохозяйств. В 1931 году был образован колхоз «Жнейка», в 2010 действовало ООО «Асамат».

## Население
Постоянное население составляло 113 человек (чуваши 96%) в 2002 году, 84 в 2010.